# Oxypoda astricta
Oxypoda astricta är en skalbaggsart som beskrevs av Thomas Casey 1911. Oxypoda astricta ingår i släktet Oxypoda och familjen kortvingar. Inga underarter finns listade i Catalogue of Life.